# Puerto del Carmen

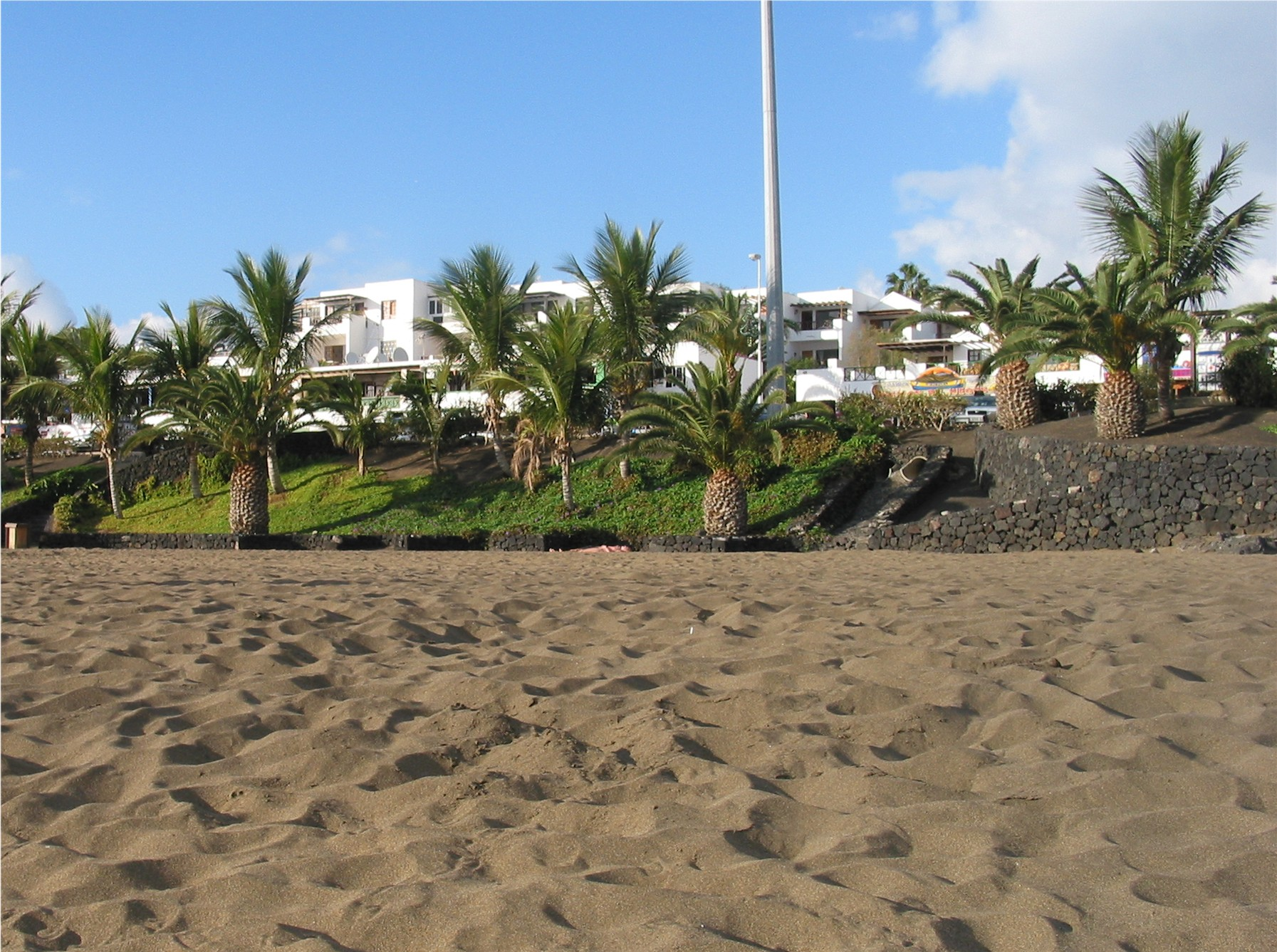
Una spiaggia con vista sull'Avenida de las Playas.

Puerto del Carmen (Pto. del Carmen) è la principale località turistica dell'isola di Lanzarote, nell'arcipelago delle Isole Canarie (Spagna); fa parte della municipalità di Tías. Più di 1 milione di turisti che ogni anno raggiungono Lanzarote scelgono Puerto del Carmen come destinazione: di conseguenza la maggior parte dell'economia è sostenuta dal turismo.

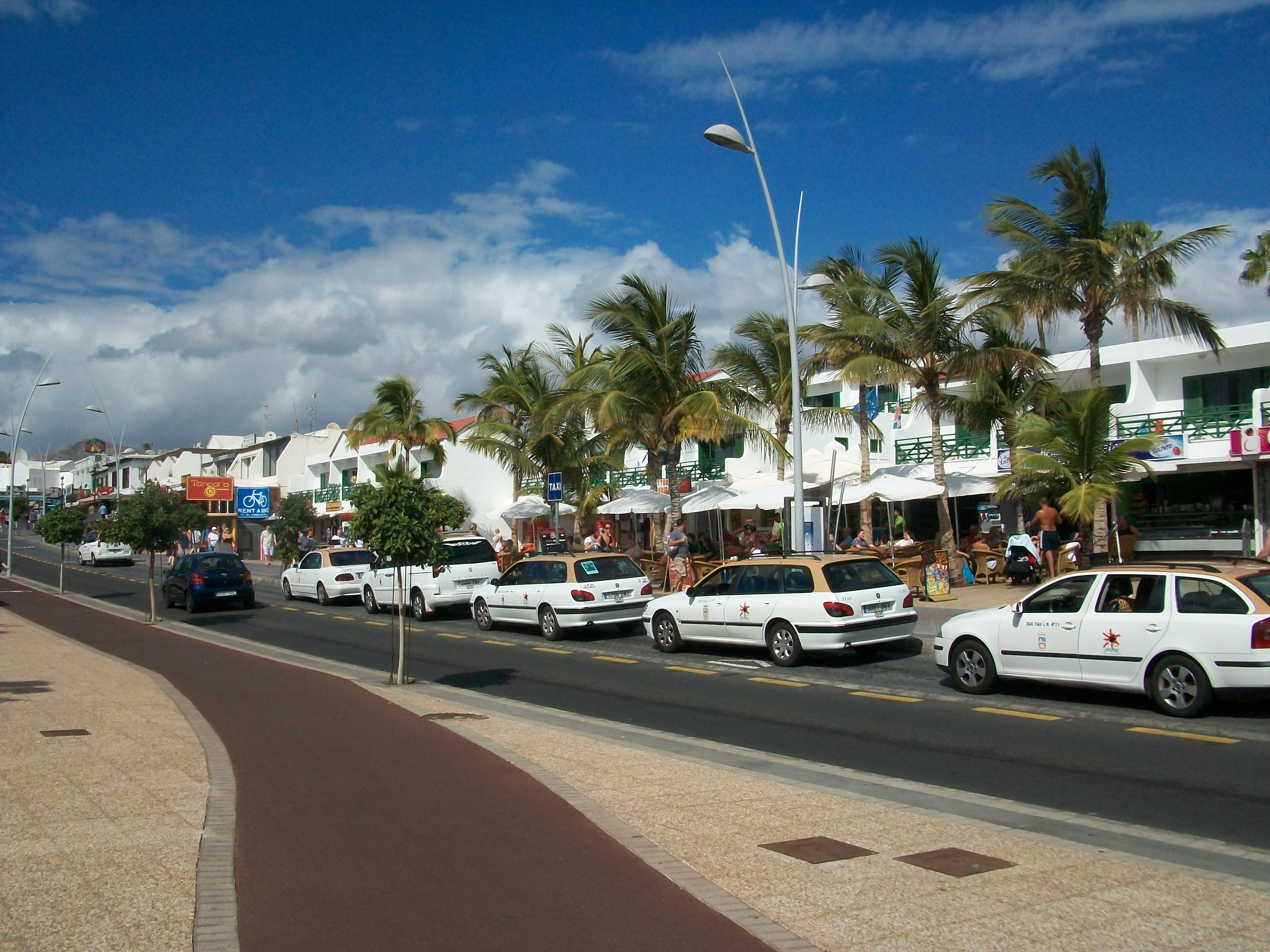
Puerto del Carmen, Avenida de las Playas

## Turismo
Attrae turismo da tutta l'Europa, in particolare da Irlanda, Gran Bretagna e Germania, oltre che da Scandinavia e, naturalmente, Spagna. La Avenida de las Playas, cioè la strada principale, si sviluppa per 7 km lungo la costa sud-est dell'isola, con spiagge su un lato e molti ristoranti, bar, negozi e altre attrazioni turistiche sull'altro. Gli appartamenti, le ville e gli hotel occupano un chilometro dalla costa verso l'entroterra. La pittoresca e calma città vecchia comprende un porto e diversi pontili (Puerto Tinosa). Qui c'è una minore scelta di bar e ristoranti con vista sul porto e sul mare, verso le montagne vulcaniche di Papagayo, oltre alla vista dell'isola di Fuerteventura.

## Immersioni subacquee
Puerto del Carmen è sede di molti centri di immersione e le immersioni subacquee è uno dei principali sport grazie alle condizioni favorevoli sull'isola. La temperatura dell'acqua varia dai 19 °C in inverno ai 23 °C in estate e la visibilità va da 25 a 30 metri.

## Shopping e cibo
Puerto del Carmen ospita un'ampia varietà di negozi che vendono principalmente prodotti turistici. La Città Nuova ospita bar, ristoranti e negozi per turisti, mentre la Città Vecchia ha molti ristoranti con terrazze esterne che dominano il porto e le cime delle montagne vulcaniche. Il Biosfera Plaza è un nuovo centro commerciale che comprende negozi di molti marchi internazionali (come Foot Locker, Bershka, Levi's, Guess, ecc.) e ha alcune strutture di intrattenimento. Ci sono anche alcuni locali notturni che chiudono alle 6 di mattina, che sono molto popolari tra i turisti più giovani dell'isola.